# Quartier du Palais-Royal
Le quartier du Palais-Royal est le 3e quartier administratif de Paris situé dans le 1er arrondissement.

## Situation et limites

Les quartiers administratifs du 1er arrondissement.

Le quartier du Palais-Royal est formé d'un rectangle, limité à l'ouest par la rue Saint-Roch, à l'est par les rues de Marengo et de Croix-des-Petits-Champs, au nord par la rue des Petits-Champs, et au sud par la rue de Rivoli.
Au cœur du 1er arrondissement, le quartier est compris entre les quartiers de la Place-Vendôme à l'ouest, des Halles à l'est, Saint-Germain-l'Auxerrois au sud, Vivienne, dans le 2e arrondissement, au nord.
Les deux principaux axes nord-sud sont la rue de Richelieu à l'ouest du jardin du Palais-Royal et la rue Croix-des-Petits-Champs à l'est. Le jardin n'étant franchi par aucune voie, outre les voies qui le limitent, seule la rue Saint-Honoré traverse le quartier de part en part dans le sens est-ouest. La percée haussmannienne qu'est l'avenue de l'Opéra coupe le quadrillage dessiné au XVIIe siècle à l'oblique. La rue Coquillière, qui relie le quartier aux Halles fut percée au XIIe siècle au moment de la construction de l'enceinte de Philippe Auguste ; elle est la plus ancienne voie du quartier.

## Historique

### Le quartier du Palais-Royal en 1702
Par une déclaration du roi en date du 12 décembre 1702 et par un arrêt du Conseil d'État du 14 février de la même année, Paris a désormais vingt quartiers qui sont bornés et limités dont le quartier du Palais Royal qui est le 5e quartier.

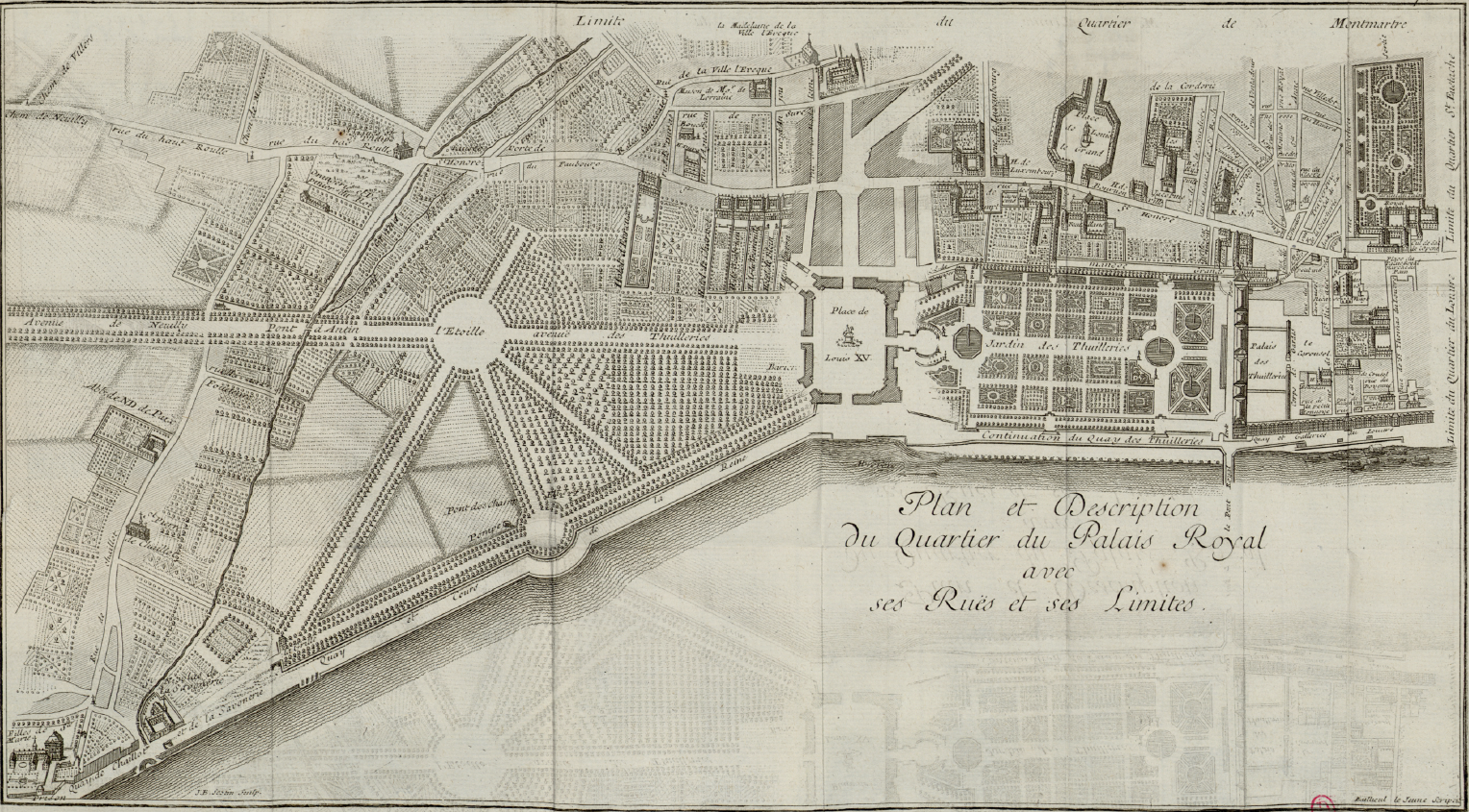
Plan du quartier du Palais Royal en 1778.

#### Limites du quartier
Entouré par les quartiers du Louvre, de Saint-Eustache, Montmartre et de Saint-Germain-des-Prés, ainsi que par les communes des Batignolles-Monceau, Neuilly et Passy le quartier du Palais-Royal est délimité à l'est par les rues Fromenteau et des Bons-Enfants , au nord par la rue Neuve-des Petis-Champs, à l'ouest par les extrémités des rues des Faubourgs-Saint-Honoré et du Roule et au sud par les quais longeant la Seine depuis le premier Guichet du côté du quai de l'École.

#### Contenu
Jean de la Caille indique que le quartier du Palais-Royal compte en 1701 :
- 1 abbaye
  - L'abbaye de Notre-Dame de la Paix, chanoinesse de l'ordre de saint Augustin, située au Faubourg de la Conférence appelé Chaillot.
- 2 abreuvoirs pour les chevaux
  - Aux arcades des Galeries du Louvre
  - À la Porte de la Conférence
- 1 académie royale pour monter à cheval
  - Rue Saint-Honoré, vis-à-vis de l'église Saint-Roch
- Arcades des Galeries du Louvre
  - Elles servent d'abreuvoir et d'égouts pour les rues du quartier
- Balancier du Roi
  - Situé aux Galeries du Louvre, où se frappent toutes les médailles et jetons, en or, en argent où en cuivre
- Barrières, bureaux, brigades, postes et laissez-passer pour recevoir et garder les droits d'entrées à savoir :
  - Bureau du port Saint-Nicolas, où l'on reçoit les droits de toutes les déclarations des marchandises qui montent par la Seine et des droits de Domaine, barrages, poids le Roi, soude, cendre et gravelle qui sont sur les bateaux, qui y arrivent, situé sur le quai du Louvre près du Guichet
  - Bureau de la Conférence, où l'on reçoit tous les droits d'entrée des vins, eaux de vie, domaines, barrages, etc. tant par eau que par terre, situé sous la porte de la Conférence, quai des Tuileries
  - Bureau de la porte Saint-Honoré
  - Bureau du Roule, où se fait la recette des droits de vins, du pied fourché, Domaine, Barrage, poids le Roi, etc. et situé sur un lieu taillable au bout du Faubourg-Saint-Honoré, vis-à-vis de l'église du Roule
  - Bureau de Chaillot, où se fait la recette des droits de vins, du pied fourché, Domaine, Barrage, poids le Roi, etc. où l'on ne paie que demi droit et situé à Chaillot, paroisse de Chaillot
  - Bureau de la Ville l'Évêque, où se fait la recette des droits de vins, du pied fourché, Domaine, Barrage, poids le Roi, etc. situé à la descente du village de Monceau sur un lieu taillable paroisse de Clichy
  - Laissez-passer de la porte de la Conférence, situé sur le quai des Tuileries
  - La brigade de la Conférence est une patache qui est sur l'eau, située vis-à-vis du cours de la Reine, pour la sureté des droits dus au Domaine
  - La brigade du Roule postée pour la sureté des droits dus au Domaine, etc. et située à la fausse porte du Roule, au-dessus du bureau du Roule, paroisse de la Ville l'Évêque
  - Le poste de la Conférence, où il y a deux gardes pour la sureté des droits dus au Domaine et posté à proximité du cours la Reine
  - Barrière du cours de la Reine, situé sur le grand chemin venant de Versailles, vis-à-vis des Tuileries, proche du cours de la Ville
- 2 boucheries
- le petit marché des Quinze-Vingts, contenant 9 étaux, situé rue Saint-Honoré
- une autre boucherie, contenant un étal était situé au bout de la rue Saint-Honoré à la porte Saint-Honoré
- 2 carrefours
  - celui de la butte Saint-Roch où aboutissent les rues des Moulins, des Moineaux, de l'Évêque et des Orties
  - celui de la Croix de la Ville-l'Évêque où aboutissent les rues de la Ville-l'Évêque, du Chemin-Vert, des Saussaies et de Suresnes
- Les Champs Élysées, situés à côté du cours la Reine, qui est un lieu de promenade
- 1 chantier de bois flotté à brûler, près de la savonnerie, Faubourg-Saint-Honoré
- Le palais des Tuileries
- 2 chapelles
  - Chapelle Saint-Nicolas-de-la-Savonnerie, située au bout du cours la Reine
  - Chapelle Saint-Nicaise, située dans l'enclos des Quinze-Vingts, rue Saint-Honoré
- Chapitre et église collégiale de Saint-Thomas-du-Louvre, rue Saint-Thomas-du-Louvre
- 1 cimetière
  - Le cimetière de la Madeleine, à la Ville l'Évêque, rue d'Anjou
- Cloitre de Saint-Thomas-du-Louvre, rue Saint-Thomas-du-Louvre
- 2 communautés
  - Communauté des Filles de Sainte-Anne, rue Neuve-Saint-Roch, fondée par Madame de Framont pour l'éducation des pauvres filles de la paroisse
  - Communauté des Filles de la Charité, rue Saint-Honoré devant l'église
- 3 couvents
  - Couvent des Capucins, rue Saint-Honoré
  - Couvent des Feuillants, rue Saint-Honoré
  - Couvent des Jacobins, rue Saint-Honoré
- 4 couvents de filles
  - Couvent de l'Assomption, rue Saint-Honoré
  - Couvent des Bénédictines de la Ville-l'Évêque, Faubourg-Saint-Honoré
  - Couvent des Filles de la Conception, rue Saint-Honoré
  - Couvent de Sainte-Marie-de-Chaillot, faubourg de la Conférence
- 2 corps de garde de soldats du régiment des Gardes françaises postés pour la sureté du public, composés d'un sergent et de dix soldats
  - 1 en haut du faubourg Saint-Honoré
  - 1 hors de la porte Saint-Honoré, en entrant dans le faubourg
- 3 croix remarquables
  - 1 croix au Roule
  - 1 croix à la Ville l'Évêque, où aboutissent les rues des Saussaies, de la Ville-l'Évêque, du Chemin-Vert et de Surène
  - 1 croix situé au bas de Chaillot ou aboutissent plusieurs rues du village de Chaillot
- 1 école
  - L'école des sœurs de la Charité dite des sœurs Grises
- Les Grandes Écuries du Roi, rue de l'Échelle
- Les Petites Écuries du Roi, sous la grande Galerie du Louvre
- 4 égouts des rues
  - 1 égout situé tout le long de la rue de la Bonne-Morue, près de la porte Saint-Honoré
  - 1 égout situé tout le long de la rue du Chemin-Vert à la Ville l'Évêque
  - 1 égout situé au bout du Faubourg-Saint-Honoré, appelé « égout des Porcherons »
  - D'autres égouts situés sous les arcades des galeries du Louvre, et à la porte de la Conférence
- 3 fontaines
  - 1 rue de Richelieu, à l'angle de la rue Traversière
  - 1 rue de l'Échelle
  - 1 rue Saint-Honoré appelée fontaine Saint-Ovide[4]
- Les galeries du Louvre, où sont logés et entretenus par le Roi une quantité d'excellents ouvriers.
- 1 hôpital
  - L'hôpital des Quinze-Vingts, situé rue Saint-Honoré à l'angle de la rue Saint-Nicaise
- 5 hôtels particuliers
  - L'hôtel de Noailles également appelé hôtel de Bournonville, rue Saint-Honoré près du Couvent des Jacobins
  - L'hôtel de Crussol, rue de Richelieu
  - L'hôtel de Longueville, rue Saint-Thomas-du-Louvre
  - L'hôtel de Rambouillet, rue Saint-Thomas-du-Louvre
  - L'hôtel de Luxembourg, près de la porte Saint-Honoré
- 2 jardins
  - Le jardin du palais des Tuileries
  - Le jardin du Palais-Royal, rue Saint-Honoré
- 1 imprimerie
  - L'imprimerie royale, située aux Galeries du Louvre
- 532 lanternes publiques
- 1 006 maisons
- Le magasin du Roi, pour toutes sortes de marbres, situé entre le cours la Reine et le jardin des Tuileries, le long de la rue de la Bonne-Morue
- 3 manufactures
  - La manufacture de tapis, façon de Turquie, à la Savonnerie, au bout du cours la Reine
  - La manufacture de verrerie, également, à la Savonnerie, au bout du cours la Reine
  - La manufacture de tabac en poudre, située à côté de l'église de la Madeleine
- Le manège des chevaux de l'écurie du Roi, situé à côté du jardin des Tuileries
- 3 marchés pour le pain
  - Un marché près de la place des Tuileries, qui se tient tous les mercredis et samedis
  - Un marché dans la rue Saint-Honoré, près de l'hôpital des Quinze-Vingts et pour toutes sortes d'autre vivres
  - Un marché devant le palais-Royal, rue Saint-Honoré
- L'orangerie et la pépinière royale, située au Roule
- 2 palais
  - Le palais des Tuileries, devant lequel se font les publications de paix
  - Le palais-Royal, rue Saint-Honoré
- 4 paroisses
  - La paroisse de Saint-Jacques-Saint-Philippe-du-Roule, faubourg-Saint-Honoré
  - La paroisse de la Madeleine, à la Ville l'Évêque, faubourg-Saint-Honoré
  - La paroisse de Saint-Pierre-de-Chaillot, faubourg-Saint-Honoré
  - La paroisse de Saint-Roch, rue Saint-Honoré
- 3 places
  - Place des Tuileries, où se font les publications de paix
  - Place du Palais-Royal, rue Saint-Honoré
  - Place Louis-le-Grand également appelée place des Conquêtes, où se font les publications de paix
- 3 pompes ou puits, d'où on tire l'eau pour arroser le cours la Reine situés le long de celui-ci
- 2 ponts où arches
  - Pont de Bourbon au quai et bout de la rue du Petit-Bourbon
  - Pont de la Conférence
- 5 ponts sur le Grand Égout
  - Un à la Savonnerie, au bout du cours la Reine
  - Un pour aller à Chaillot, situé au milieu du cours la Reine, appelé Champs-Elysées
  - Un appelé « pont Dantin » où « pont d'Antin », situé au milieu de l'avenue des Tuileries
  - Deux situés au Roule :
    - L'un près de la paroisse de Saint-Jacques-Saint-Philippe-du-Roule

  - L'autre contre la fausse porte du Roule
- 3 portes où arcades
  - Porte de la Conférence
  - Porte Saint-Honoré
  - Les Guichets du Louvre
- 1 port pour les marbres et les pierres de Saint-Leu, entre le cours la Reine et le port de la Conférence
- 1 prison située au bas de Chaillot, sur le bord de la Seine
- 5 quais
  - Quai des Galeries-du-Louvre
  - Quai des Tuileries
  - Quai de la Porte-de-la-Conférence
  - Quai du Cours-la-Reine
  - Quai de la Savonnerie au bas de Chaillot
- Le quartier du Roule, qui est la continuation du faubourg Saint-Honoré ou il y a la paroisse de Saint-Jacques-Saint-Philippe-du-Roule
- 51 rues
- 4 cul-de-sacs
- 1 statue équestre du Roi Louis XIV dans la place Louis-le-Grand
- La Savonnerie ou il y a une manufacture de tapisserie, située au bout du cours la Reine, au bas de Chaillot
- Tombereaux, pour le nettoiement et l'enlèvement des boues et immondices des rues de ce quartier, savoir 4 tombereaux pendant les mois d'octobre, novembre, décembre, janvier, février et mars, 3 tombereaux pendant les mois d'avril, mai, juin, juillet, août et septembre.
- La Ville l'Évêque, ou il y a une paroisse appelée La Madeleine située au bout du Faubourg-Saint-Honoré
- la voirie, pour la décharge des immondices et boues de ce quartier n'est pas indiquée dans l'ouvrage

#### Voies du quartier du Palais-Royal en 1702
| Nom                                                                                                  | Nombre de maisons | Nombre de lanternes |
| --- | ----------------- | ------------------- |
| Rue de l'Anglade                                                                                     | 5                 | 4                   |
| Rue d'Anjou à la Ville l'Évêque                                                                      | 0                 | 1                   |
| Rue Sainte-Anne                                                                                      | 40                | 11                  |
| Rue d'Argenteuil                                                                                     | 57                | 11                  |
| Rue de la Bonne-Morue                                                                                |                   |                     |
| Rue des Boucheries-Saint-Honoré                                                                      | 15                | 4                   |
| rue de la Brasserie également appelée rue Champin où rue du Bâton-Royal                              | 42                | 11                  |
| Rue du Carrousel                                                                                     | 0                 | 4                   |
| Rue de Chaillot                                                                                      | 0                 | 0                   |
| Rue du Chemin-Vert à la Ville l'Évêque                                                               |                   |                     |
| Passage du Cloitre-Saint-Thomas-du-Louvre                                                            | 2                 | 1                   |
| Rue du Clos-Georgeot                                                                                 | 3                 | 2                   |
| Cul de sac de Courtaury également appelé cul de sac de l'Opéra                                       | 4                 | 1                   |
| Cul de sac de la Corderie également appelé cul de sac Perronnelle                                    | 8                 | 5                   |
| Rue du Doyenné également appelée rue Neuve-Saint-Thomas                                              | 8                 | 2                   |
| Rue de l'Échelle également appelée rue de l'Échaudé                                                  | 11                | 3                   |
| Rue de l'Évêque                                                                                      | 12                | 4                   |
| Passage des Écuries-du-Roi                                                                           | 0                 | 5                   |
| Rue des Fossés-des-Tuileries                                                                         | 2                 | 1                   |
| Rue des Frondeurs                                                                                    | 3                 | 1                   |
| Rue de Gaillon également appelée rue Neuve-Saint-Roch                                                | 25                | 10                  |
| Rue du Hasard                                                                                        | 13                | 4                   |
| Rue Saint-Honoré                                                                                     | 210               | 52                  |
| Rue du Faubourg-Saint-Honoré                                                                         | 127               | 14                  |
| Rue Saint-Louis                                                                                      | 6                 | 1                   |
| Rue de la Madeleine à la Ville l'Évêque                                                              |                   |                     |
| Rue de Matignon également appelée rue de Maquignon                                                   | 6                 | 4                   |
| Rue des Moineaux                                                                                     | 27                | 6                   |
| Rue de la Monnaie-du-Louvre également appelée rue de la Petite-Monnaie                               | 2                 | 1                   |
| Rue des Moulins                                                                                      |                   |                     |
| Rue des Mulets                                                                                       |                   |                     |
| Rue Saint-Nicaise                                                                                    | 20                | 14                  |
| Rue de l'Orangerie                                                                                   | 4                 | 1                   |
| Cul de sac de l'Orangerie                                                                            | 4                 | 1                   |
| Rue des Orties-du-Louvre                                                                             | 10                | 9                   |
| Rue des Orties-Saint-Honoré                                                                          | 5                 | 4                   |
| Place du Palais-Royal                                                                                | 2                 | 1                   |
| Rue du Petit-Marché-Saint-Honoré                                                                     | 10                | 3                   |
| Place des Conquêtes également appelée place Louis-le-Grand                                           | 25                | 20                  |
| Place des Tuileries également appelée place du Carrousel                                             |                   |                     |
| Quai des Galeries-du-Louvre                                                                          | 0                 | 7                   |
| Quai des Tuileries                                                                                   | 0                 | 2                   |
| Rue de Richelieu également appelée rue Royale                                                        | 72                | 20                  |
| Rue du Rempart                                                                                       | 6                 | 2                   |
| Rue du Roule                                                                                         | 20                | 0                   |
| Rue Royale                                                                                           | 28                | 7                   |
| Cul de sac de la Sourdière également appelé cul de sac de Saint-Hyacinthe où cul de sac des Jacobins | 6                 | 1                   |
| Rue de la Sourdière                                                                                  | 36                | 9                   |
| Rue des Saussaies à la Ville l'Évêque                                                                | 4                 | 1                   |
| Rue de Surène à la Ville l'Évêque                                                                    | 4                 | 0                   |
| Rue Thérèse                                                                                          | 7                 | 1                   |
| Rue Saint-Thomas-du-Louvre                                                                           | 43                | 12                  |
| Cul de sac Traversière également appelée cul de sac des Prêcheurs où cul de sac de la Brasserie      | 7                 | 2                   |
| Rue Traversière également appelée rue de la Brasserie où rue du Bâton-Royal                          | 42                | 11                  |
| Rue de Ventadour                                                                                     | 9                 | 4                   |
| Rue de la Ville-l'Évêque                                                                             | 8                 | 4                   |
| Rue Villedo                                                                                          | 9                 | 4                   |
| Rue Saint-Vincent                                                                                    | 14                | 4                   |

### Depuis la Révolution française

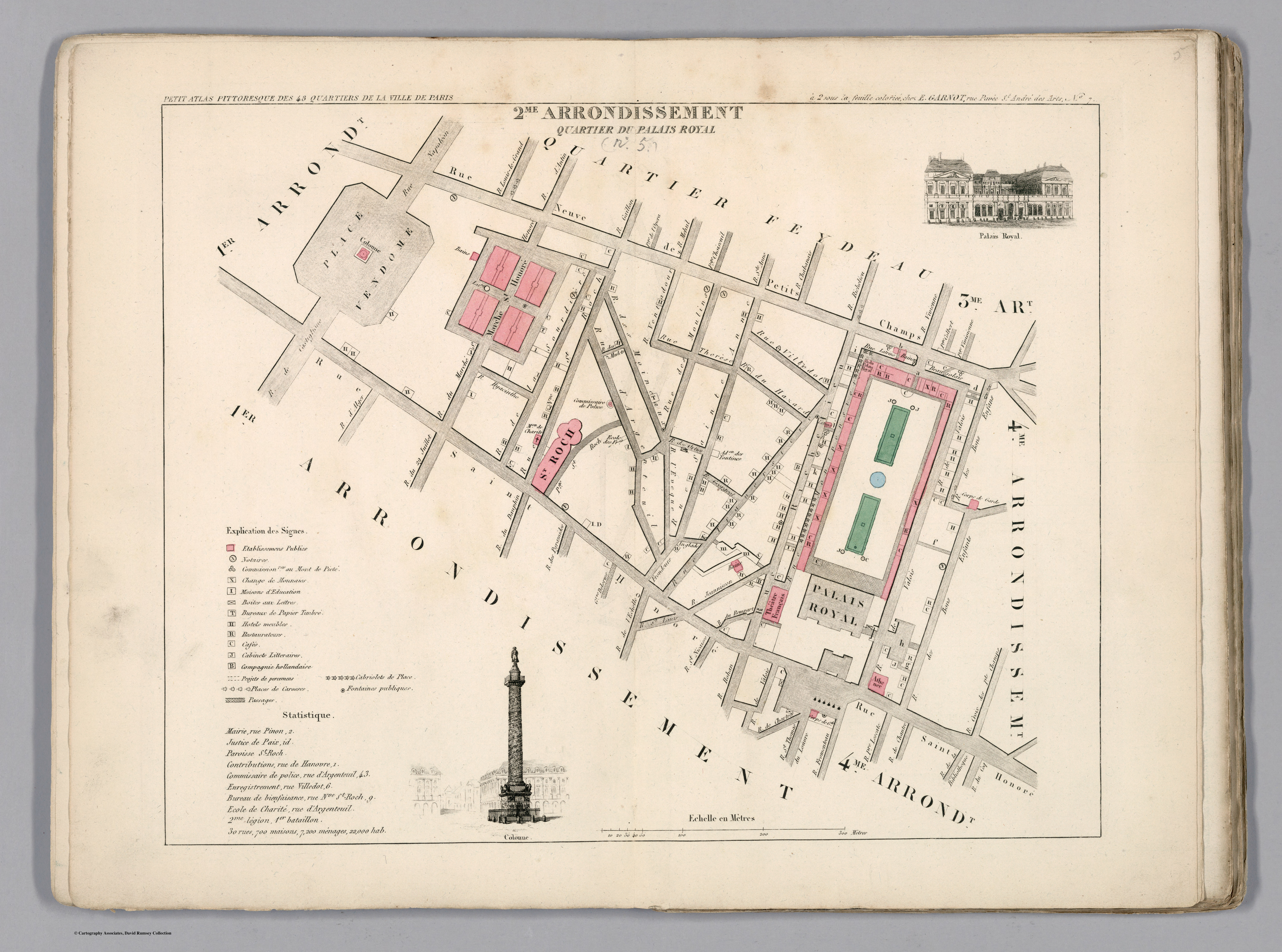
Plan du quartier du Palais Royal dans l'ancien 2e arrondissement en 1834.

À l'époque de la Révolution française, le quartier du Palais-Royal était formé de quatre districts :
- le district de l'église Saint-Honoré ;
- le district de l'église Saint-Roch ;
- le district de l'église des Jacobins, rue Saint-Honoré ;
- le district de l'église Saint-Philippe-du-Roule.

En 1790, ce quartier prend le nom révolutionnaire de « section de la Montagne ».
Par arrêté préfectoral du 10 mai 1811, la section de la Montagne, devenue « section de la Butte-des-Moulins », qui était située dans l'ancien 2e arrondissement de Paris reprend le nom de « quartier du Palais-Royal ».
Ses limites sont alors :
partant de la place Vendôme et suivant les rues Neuve-des-Petits-Champs, Neuve-des-Bons-Enfants et Saint-Honoré jusqu'à la place Vendôme.
La loi du 16 juin 1859 attribue ce quartier administratif au 1er arrondissement, avec les limites suivantes :
une ligne partant de la rue de Rivoli, et suivant l'axe des rues du Dauphin et Neuve-Saint-Roch, Neuve-des-Petits-Champs, de la place des Victoires, des rues de la Croix-des-Petits-Champs, Marengo, et de Rivoli jusqu'au point de départ.

## Bâtiments remarquables et lieux de mémoire
Le quartier est organisé autour du Palais-Royal éponyme et de son jardin, ouvert au public.

### Administration
- Ministère de la Culture
- Conseil constitutionnel
- Conseil d'État
- Tribunal des conflits
- Banque de France

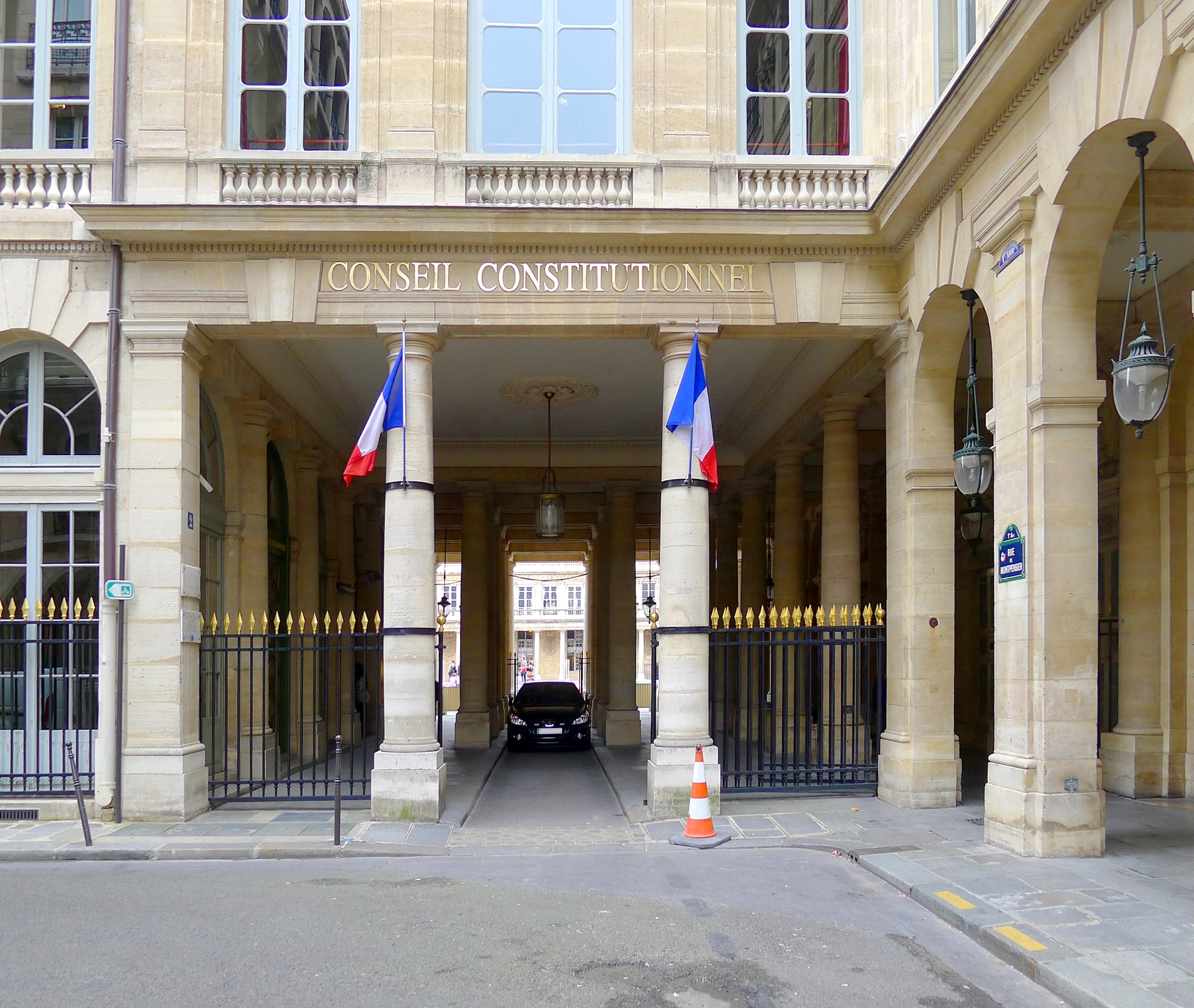
Le Conseil constitutionnel.

- Portes Saint-Honoré (successivement détruites)

### Hôtels particuliers
- Palais-Royal
- Hôtel Bauyn de Péreuse
- Hôtel Bergeret de Grancourt
- Hôtel Bergeret de Talmont
- Hôtel Charlemagne
- Hôtel de Montplanque
- Hôtel de Soyecourt
- Hôtel de Toulouse
- Chancellerie d'Orléans (démoli)

### Vie religieuse
- Église Saint-Roch
- Temple protestant de l'Oratoire du Louvre

### Tourisme
- Musée en Herbe
- Hôtel Régina
- Hôtel du Louvre

### Théâtres
- Comédie-Française
- Théâtre du Palais-Royal

### Librairie
- Librairie Delamain

### Cafés, restaurants, cabarets, bars

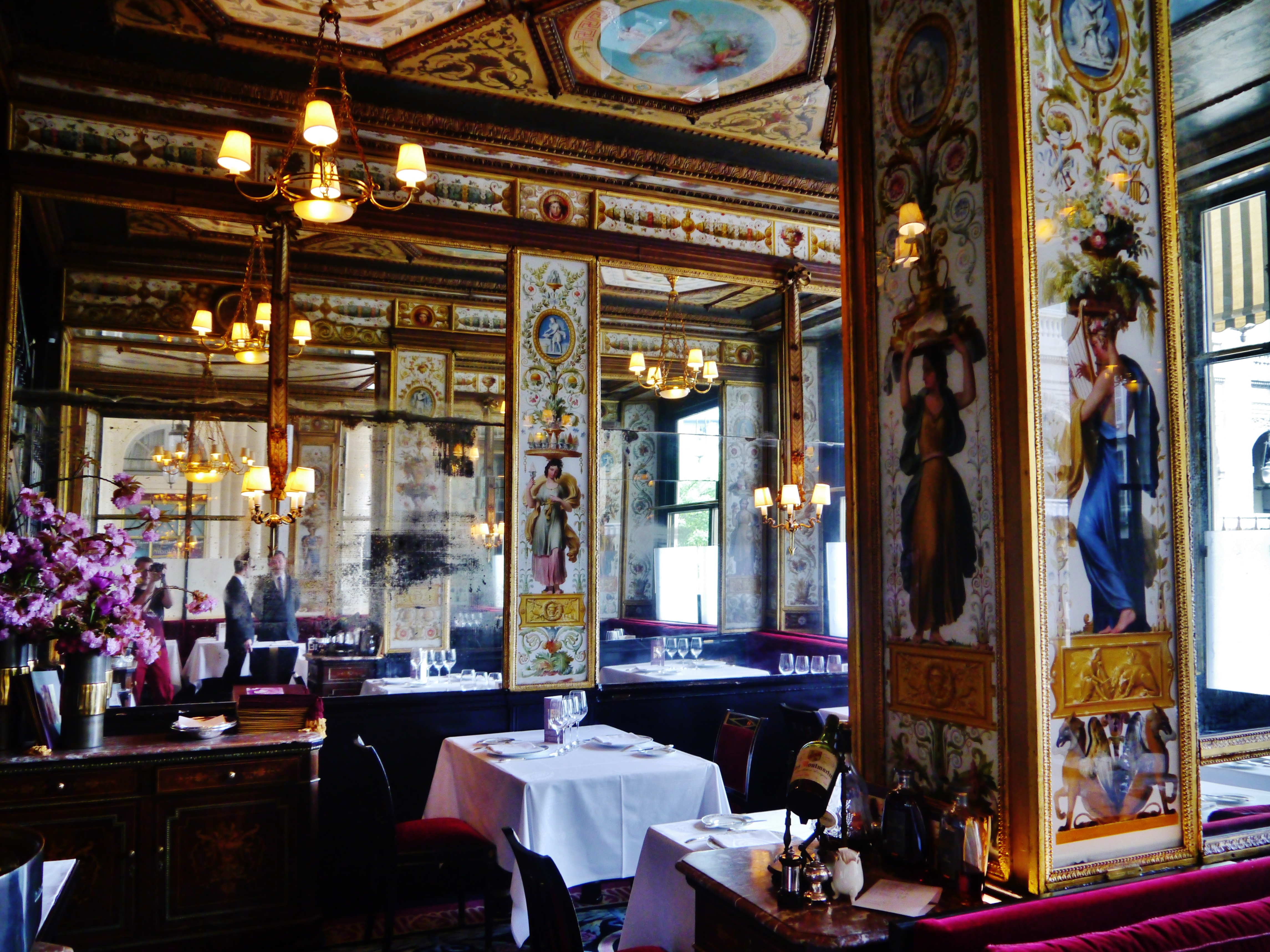
Le Grand Véfour.

- Grand Véfour
- Takara
- Milord l'Arsouille (fermé)
- Le Ringside (fermé)
- Café de Foy (fermé)
- Café de la Régence (fermé)
- Café des Aveugles (fermé)
- Café Lamblin (fermé)

### Maison close (fermée)
- La Fleur blanche

### Passages couverts
- Galerie Véro-Dodat

#### Le long du Jardin du Palais-Royal

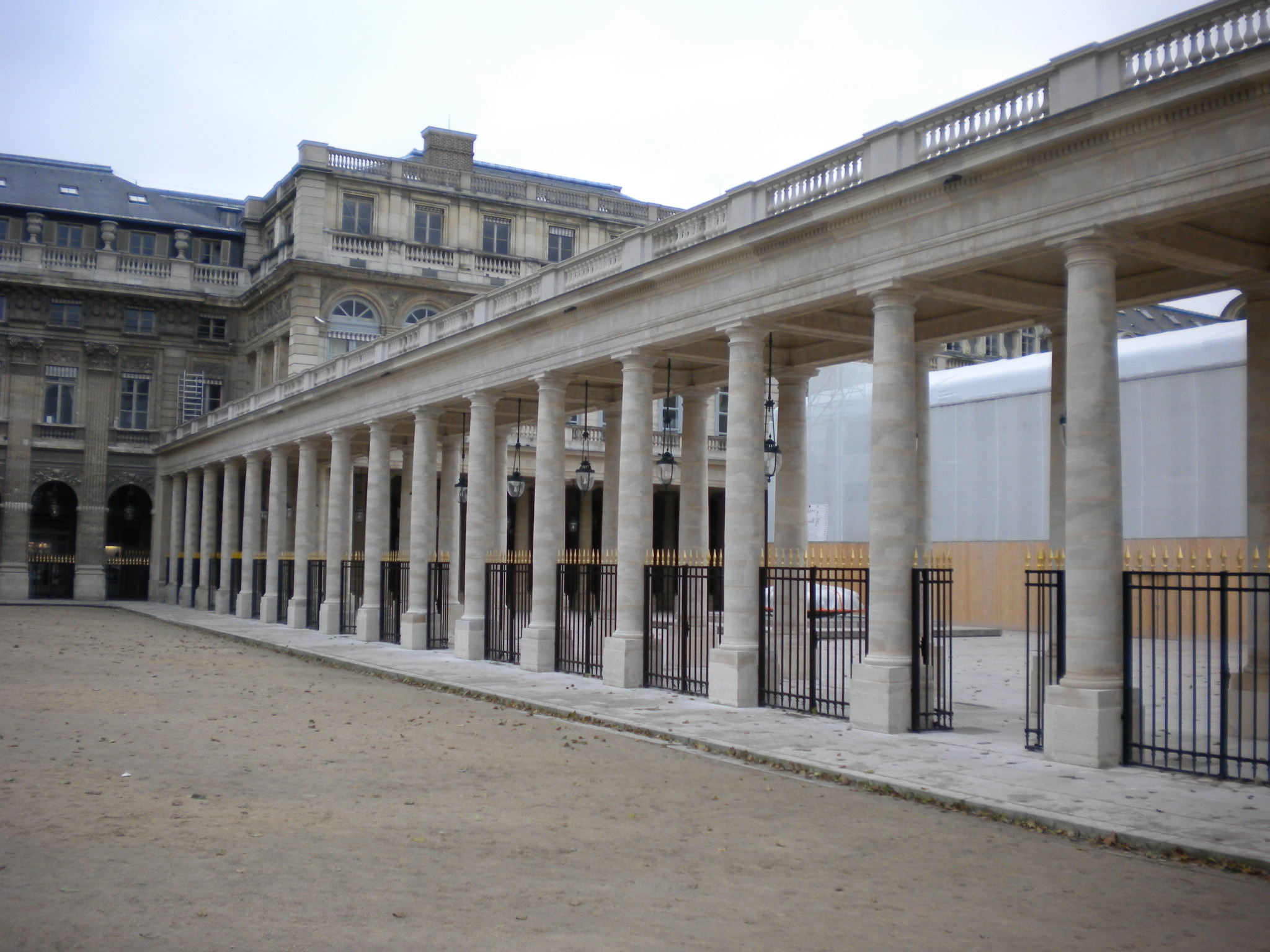
Galerie du Jardin.

Dans le sens des aiguilles d'une montre :
- galerie de Montpensier
- galerie de Beaujolais
- galerie de Valois
- galerie du Jardin, galerie d'Orléans et galerie de la Cour-d'Honneur, parallèles, toutes trois entre le jardin et la cour d'honneur.

#### Accès au Jardin du Palais-Royal

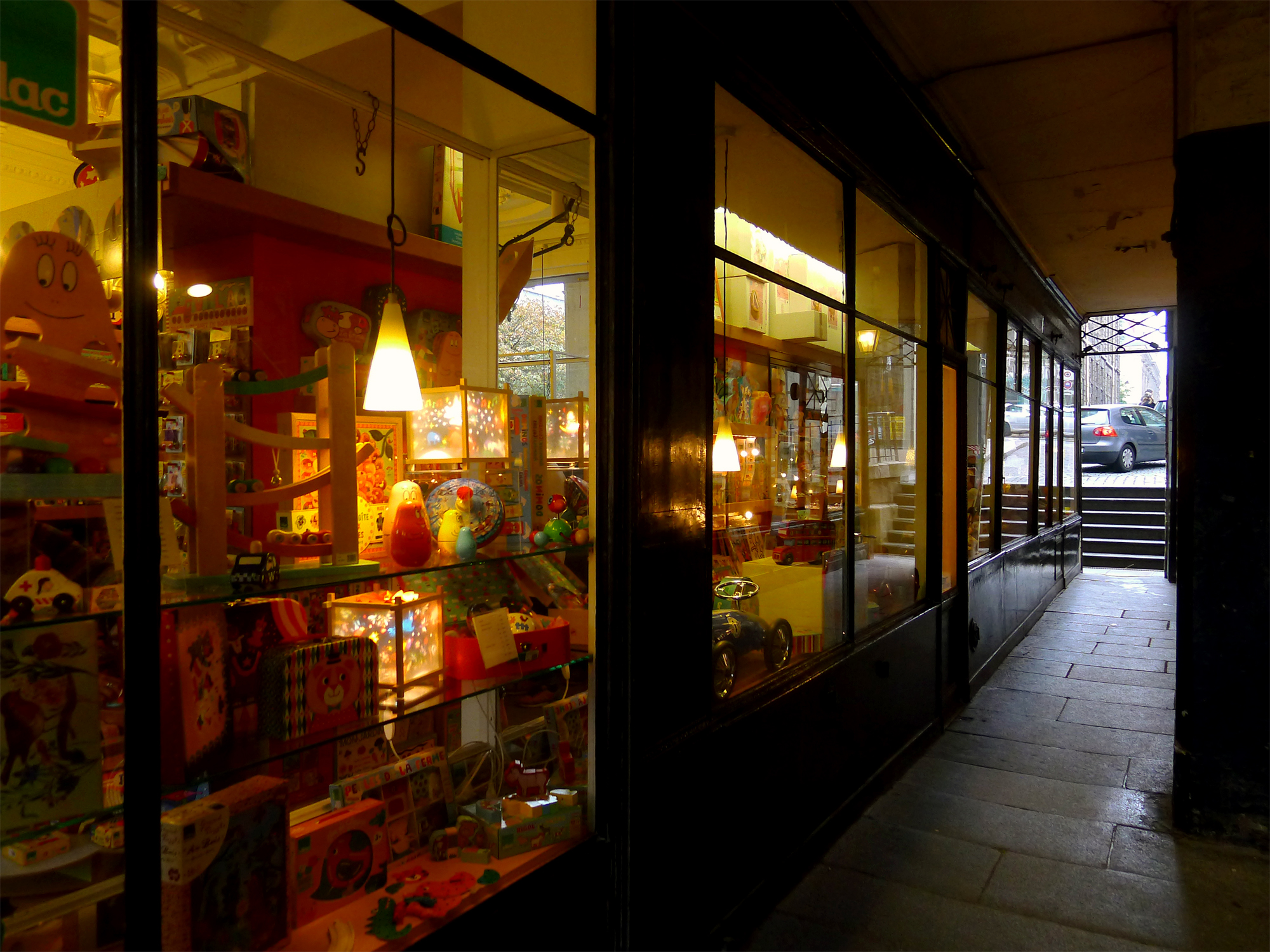
Passage de Perron.

Dans le sens des aiguilles d'une montre :
- galerie de Chartres
- passage de Montpensier
- passage du Perron
- passage de Valois
- passage de la Cour-des-Fontaines
- galerie des Proues

#### Seconde couronne autour du Jardin du Palais-Royal

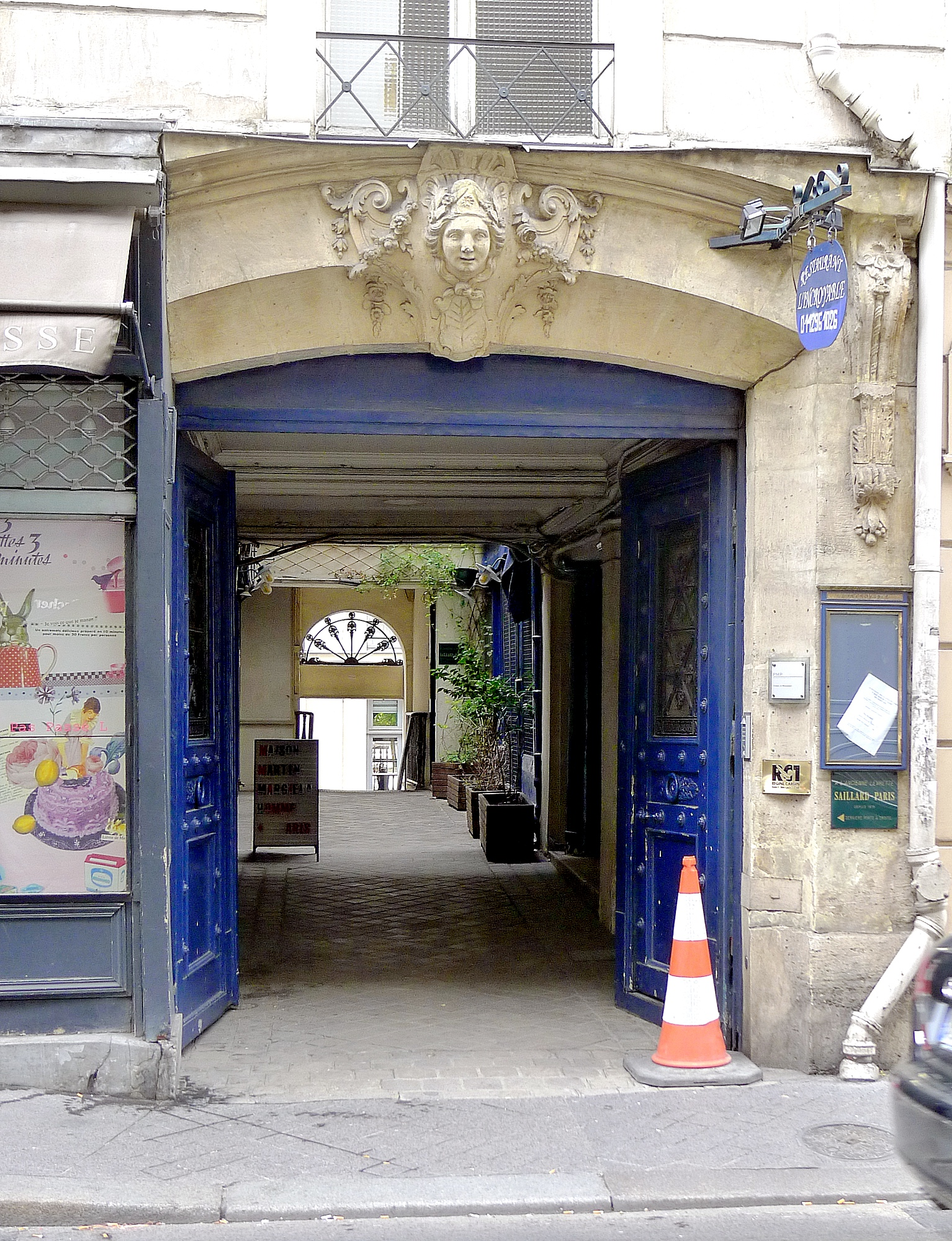
Passage Potier.

Dans le sens des aiguilles d'une montre :
- passage de Richelieu
- passage Potier
- passage Hulot
- passage de Beaujolais
- passage des Deux-Pavillons
- passage Vérité

### Fontaines
- Fontaine Molière
- Fontaine de la cour du 15 rue du Louvre
- Fontaines du Théâtre Français

### Art public
- Statue équestre de Jeanne d'Arc (place des Pyramides)
- Statue équestre de Louis XIV (place des Victoires)
- Les Deux Plateaux, communément appelés Les Colonnes de Buren
- Le Kiosque des noctambules

Dans le métro :
- La Pensée et l'Âme huicholes (station Palais Royal - Musée du Louvre)
- P.I.L.I. (station Pyramides)
- Tissignalisation no 14 (station Pyramides)

### Commerces célèbres
- Fauré Le Page (fermé), à l'emplacement de l'immeuble Art nouveau à l'angle des rues de Richelieu et de Montpensier
- Grands Magasins du Louvre (fermés), devenus le Louvre des antiquaires
- Maison Bacqueville
- Maison Kitsuné

### Démographie
Population du quartier (superficie : 27,9 hectares) :
| Année (recensement national) | Population | Densité (hab. par km²) | Croissance depuis le dernier recensement |
| ---------------------------- | ---------- | ---------------------- | ---------------------------------------- |
| 1860                         | 23 273     |                        |                                          |
| 1954                         | 7 146      | 25 613                 |                                          |
| 1962                         | 6 668      | 23 900                 |                                          |
| 1968                         | 5 634      | 20 194                 |                                          |
| 1975                         | 4 500      | 16 129                 |                                          |
| 1982                         | 3 980      | 14 265                 |                                          |
| 1990                         | 3 188      | 11 427                 | − 19,9 %                                 |
| 1999                         | 3 195      | 11 452                 | 0,2 %                                    |